# Bull terrier
El bull terrier  es una raza de perro originaria de Inglaterra, de la familia de los terriers. Son conocidos por la forma única de su cabeza y sus pequeños ojos en forma triangular. Su temperamento ha sido descrito como amante de la diversión, así como activos y graciosos. Si no es educado correctamente puede ser un perro peligroso. Han aparecido como personajes en tiras cómicas, libros, películas y publicidad.
Se utilizaban como perros de pelea hasta que estas actividades fueron prohibidas en 1976.
Aunque el nombre pueda llevar a confusión, el bull terrier no está directamente relacionado con el pit bull. Sin embargo, ambas razas tienen la misma ascendencia. El estándar de Bull terrier miniatura es muy parecido al del Bull terrier, salvo en lo relativo a la alzada a la cruz, que no debe superar los 35,5 cm. Debe dar la impresión de buena sustancia para el tamaño del perro. No hay límite en el peso. El ejemplar debe ser armónico en todo momento.
Según la Federación Cinológica Internacional (FCI), las dos variedades de bull terrier conforman una sola raza, pero son juzgadas por separado y no deben cruzarse.
En algunos países, el bull terrier es considerado un perro potencialmente peligroso por sus características físicas.

## Historia
Los orígenes del Bull Terrier pueden relacionarse sin duda alguna con James Hinks, quien, después de varios años de experiencia presentó a la raza en la década de 1850. Hinks pasó varios años cruzando al ya extinto terrier inglés blanco con perros bull y terrier y dálmata, en un intento de crear un perro que no solo estuviera capacitado para la pelea, sino que tuviera un aspecto hermoso. Al cabo de un tiempo y posiblemente mediante el cruce con el Perdiguero de Burgos (Pointer Español), se obtuvo un luchador hermoso e imponente. El espíritu luchador hasta la muerte del Bull Terrier, lo convirtió en todo un campeón de las pistas de lucha venciendo hasta perros superiores en tamaño.
James Hinks es el "padre" de la raza, nacido en 1829 en Irlanda en la ciudad de Mullingar, en una de las regiones más pobres del país, su padre, un zapatero de nombre John Hinks ganaba lo suficiente en aquellos días para mantener su familia sin morir de hambre, en 1851 decidieron mudarse a la ciudad de Birmingham, en un sector industrial, donde Hinks hijo comenzó a trabajar en las forjas, y este mismo año se casó con Elizabeth Moore y tuvieron tres hijos. Ya para 1854 Hinks comenzó a comerciar con aves de corral, lo cual le dio un mejor estatus y como afición tenía la cría de aves ornamentales, ratones silvestres. Con su bulldog "Old Madman" comenzó en la crianza de perros. En 1858 nace un cuarto hijo, y en 1864 ya la familia contaba con ocho hijos en total. No fue sino hasta la década del sesenta que Hinks apareció registrado en la guía de direcciones como un criador de aves y perros. Lamentablemente Hinks murió a la corta edad de 47 años, afectado por una mortal tuberculosis.
Pese a que se sabe muy poco sobre los cruces que Hinks llevó a cabo para conseguir los bull terrier, está documentado por Henry Walsh, que quizás Hinks usara el antiguo Bulldog inglés, el English White Terrier, el dálmata y quizás hasta el galgo inglés y borzoi. Sin lugar a dudas fue su perro "Old Madman", quien siendo criado para las exposiciones y no para las peleas jugó un papel determinante en el nacimiento de la nueva raza. Como parte del folklore de la raza, se cuenta que la perra de Hinks, llamada "Puss", después de una exhibición o durante ella, combatió contra una perra pit de propiedad de Mr. Tupper y después de media hora, Puss retornó triunfante con unas pequeñas marcas en su hocico.
Entre 1855 y 1868 Hinks fue el propietario de al menos los siguientes perros: bull terrier “Spring” (Jerry x Daisy), “Bulldog Nettle” (Grip x Nettle), bull terrier, “Joven Puss” (Old Madman x Old Puss), el terrier, “Lady” (Stormer x Daisy), bull terrier, “Kit” (pedigrí desconocido), Dalmatian, “Spot” (Joss x Dinah) y un galgo inglés llamado “Dart” (Chap x Fly). Hinks incluso era el propietario de todos los padres de estos perros y cabe anotar que no solo Hinks contribuyó al desarrollo de la raza bull terrier, sino todas aquellas personas que compraron sus cachorros blancos, y no fue si no hasta después de 1900 que se tuvo un bull terrier de color.
El legado de Hinks es conocido mundialmente, y sus hijos James II y Frederick, continuaron el trabajo de su padre incluso el hijo de James II, Carleton, fue un criador de la raza hasta su muerte en 1977. Siendo ésta la manera de honrar el apasionado trabajo de su abuelo y su amor por la exhibición, la crianza y por sus perros.
Hacia 1860, el bull and terrier se dividió en dos ramas, el bull terrier blanco puro y las variedades de color que frecuentaron las peleas de perros (aunque no fue el fin para el que fueron creados pues se trata de un perro de compañía) hasta que se reconocieron finalmente como raza de perro legítima.

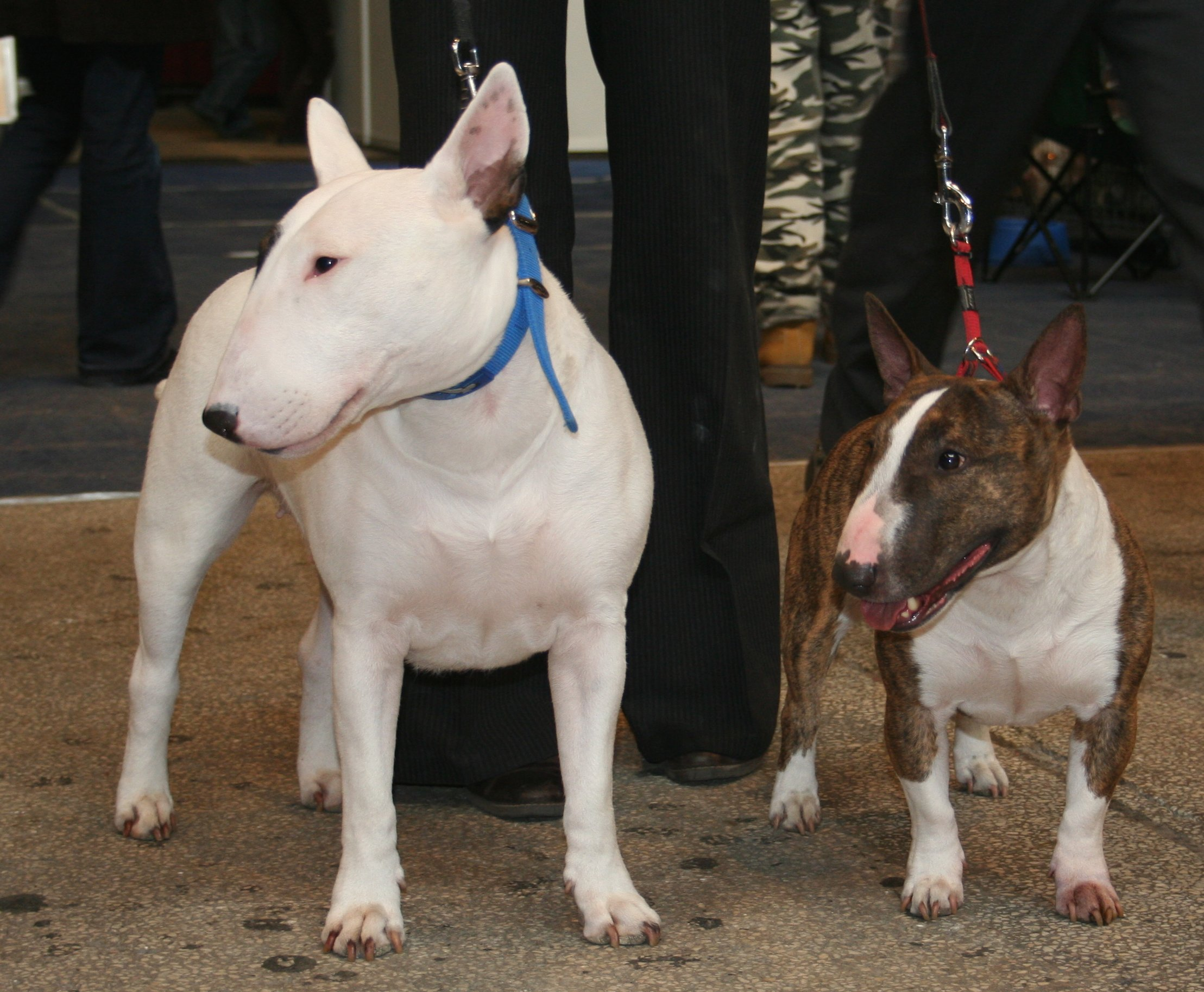
Un bull terrier (izquierda) y un bull terrier Miniatura (derecha).

## Características

### Apariencia
Es un perro fuerte, musculoso, tierno y de pelo corto. Los colores aceptados en exposiciones son el blanco (se permiten manchas de color negro en la cabeza únicamente, en las demás partes del cuerpo son penalizadas en una exposición canina). Los colores negro atigrado, rojo, leonado y tricolor son aceptables. No se tienen en cuenta las marcas de pigmentación en la piel, siempre y cuando no involucren pelo. Los colores azul e hígado son altamente indeseables.
El estándar del Bull Terrier Club en Inglaterra, el así más antiguo de la raza y originario de la misma, plantea que el atigrado es el color deseado, dada la importancia que el color al momento de incluirse estos primeros ejemplares, ya que ayudaron a corregir problemas de sordera y refrescar el pool genético de la raza, por lo tanto esta recomendación aún se mantiene incluida en el estándar de la raza.
Las características típicas son la forma ovalada de su cabeza, que de perfil se curva hacia abajo desde la parte superior del cráneo hasta el extremo del hocico. La frente es plana de oreja a oreja, de frente la cabeza tiene la forma de un huevo. Y los ojos en forma triangular.
No existen límites de peso o estatura, pero el ejemplar debe dar una impresión de máxima solidez en relación con sus rasgos distintivos y sexo, pero pueden alcanzar los 35 kg. Existe una variedad miniatura donde si se penaliza superar cierta estatura.
Las características principales de esta raza son: - Orejas: pequeñas, finas y juntas entre sí. Además suelen ser muy tiesas. - Boca: dientes fuertes, grandes y limpios. - Ojos: oblicuos, pequeños y de color marrón o negro. - Cuello: bastante largo y musculoso, y se estrecha desde los hombros a la cabeza. - Cabeza y cráneo: cabeza alargada y recta, pero no pesada. Cráneo con la parte superior plana de oreja a oreja. - Extremidades anteriores: bastante robusto y musculoso, con escápulas anchas, planas y con caída hacia atrás muy pronunciada. - Extremidades posteriores: muslos bien desarrollados y fuertes, paralelas desde atrás y corvejón bien angulado. - Cuerpo: caja torácica muy redondeada, con costillas arqueadas y musculatura pectoral bastante cercana al suelo. - Cola: es gruesa en la base y se estrecha en una punta fina, es corta. - Pelaje: liso y áspero, suele ser homogéneo y con la piel bien pegada al cuerpo. - Color: el color varía pero suele predominar el blanco. También se pueden ver parches atigrados,negros, rojizos y tricolor. - Talla:no hay una talla establecida. Pero suelen ser grandes y pesados, sobre todo, por su gran musculatura. - Pies: son compactos, redondos y con dedos arqueados.

### Desarrollo y educación básica
-Desde el nacimiento hasta las 7 semanas: El cachorro principalmente necesita alimentarse, ser acariciado, tener calor y dormir. Además de la compañía de la madre para sentirse protegido y de sus hermanos para aprender a interaccionar con otros. A partir de aquí es cuando empieza a percibir su entorno, a socializarse con los demás y seguir un orden de dominio. 
-Desde las 8 semanas a las 12: Necesita relacionarse con el mundo exterior apartándose de su madre y sus hermanos. Su cerebro ya está desarrollado y es necesario el dominio humano. Aparecen el miedo y el dolor, por ello debemos evitarlos.
-Desde las 13 semanas a las 16: Esta es como la etapa de la adolescencia. Ya podemos comenzar nuestro adiestramiento, se consigue fomentando la relación con las personas. Debemos evitar ser demasiado duros con ellos y siempre se debe elogiar o/y premiar su buen comportamiento.
-Desde 4 a los 8 meses: Estos perros llegan a su madurez sexual, estableciéndose así los rasgos del dominio. Además ya es capaz de entender órdenes como "Siéntate", "Ven aquí".

### Temperamento

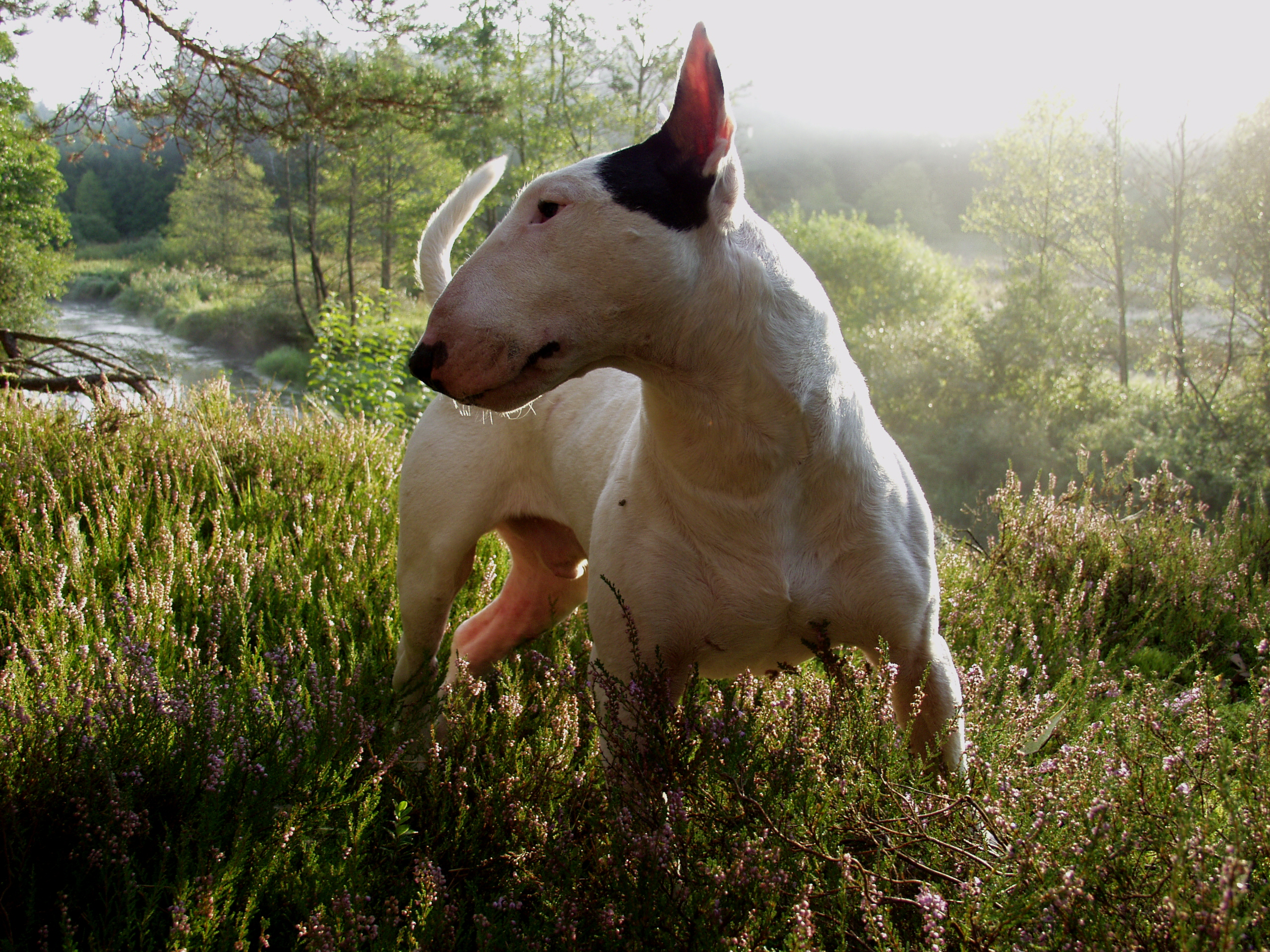
El bull terrier carece de depresión fronto-nasal; otorgándole un característico perfil.

El estándar de la raza los describe como: «De carácter equilibrado, debe aprender a obedecer las órdenes. Aunque obstinado debe ser gentil con las personas. Con una expresión de determinación e inteligencia, lleno de valor pero a su vez debe ser dulce». Han sido descritos también como extremadamente valientes y combativos, muy leales, activos y apegados a sus dueños.
Tiene una gran fuerza física, por lo que debe mantenerse activo. Necesitan tiempo para correr y hacer ejercicio. No son perros indicados para principiantes, ya que requieren mucho tiempo para ser adiestrados. 
Son perros que gustan de la compañía, así que no es buena idea dejarlos solos durante mucho tiempo, dado que con sus potentes mandíbulas junto con el estrés y la depresión que llegan a tener en soledad pueden llevarlos a ocasionar muchos daños en la vivienda. Es un excelente perro de compañía.
Es enormemente fuerte por lo cual no se debe dejar desatendido con niños.
Los altos niveles de testosterona de los bull terrier machos no son necesariamente un problema de salud, pero sí pueden constituir un problema de convivencia, ya que aumentan la territorialidad de estos perros. Si no se piensa criar, es recomendable castrar a los machos. De manera análoga, es recomendable esterilizar a las hembras que no vayan a reproducir.
Un poeta de Entre Ríos (Argentina) escribió los siguientes versos que describen fielmente el temperamento del bull terrier:
"Blanco y corto el pelaje, ancho su pecho y fornido, muestra en su andar decidido su valor y su coraje. Perro de blanco linaje, va diciendo por doquier. ¿Cómo no lo he de querer? Si su mirada de niño dice del hondo cariño de mi noble bull terrier. Siempre se acuesta a mi lado si alguien conversa conmigo. No ladra porque es callado, pero fulminante en la obra, no se arredra cuando cobra, es fiel, leal y valiente, y le falta a mucha gente la nobleza que a él le sobra."

### Cuidados

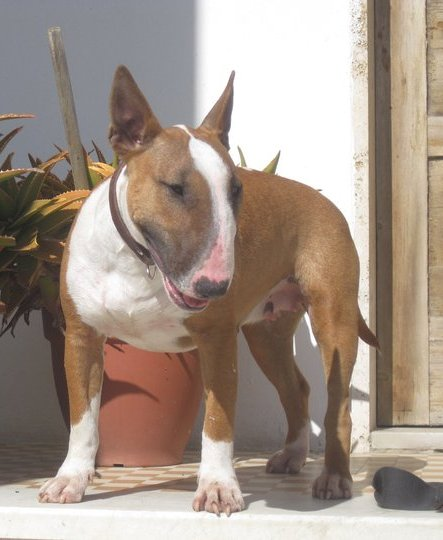
Bull terrier hembra

El pelo es fácil de mantener, por lo que un cepillado frecuente puede tenerlo en condiciones casi perfectas. También puede ayudar añadir aceite en su alimentación.
Necesitan hacer bastante ejercicio, sin sobre-ejercitarlo en edad joven, ya que eso puede provocar problemas musculares y no alcanzar la estatura máxima. Además, la raza es conocida por ser muy glotona, por lo que debe dosificarse la comida y el ejercicio. Son excelentes perros guardianes y tienen el oído muy bien afinado.
Ya que el ejercicio es fundamental para esta raza. Los bull terrier necesitan hacer mucho más que otras razas para quemar la enorme cantidad de energía que tienen. Si bien son perros que aprenden nuevas cosas con facilidad, resultan más difíciles de entrenar que otras razas de perros porque se distraen con la misma facilidad con la que aprenden. 
En cuanto al cuidado de estos perros son varios los que debemos tener en cuenta. En primer lugar, es que estos perros con la vejez se vuelven delicados y es común que les aparezcan problemas respiratorios. Para ello debemos atender a una dieta para esos perros ya ancianos, dependiendo de sus condiciones, y teniendo en cuenta que se mueven menos y con mayor lentitud. El agua es algo esencial para todos los animales. Debemos ofrecerles abundante agua para mantenerlos bien nutridos, ya que, el Bull Terrier es una raza activa y que se acalora fácilmente. Otro aspecto importante es el ejercicio sano y equilibrado y horas de juego al día en estos perros, de igual manera que juegan los niños. Pues así evitamos el sobrepeso o atrofio de las articulaciones. Con respecto a su limpieza y baño, estos perros mudan su pelaje dos veces al año. Por ello simplemente con un buen aspecto y cepillado es suficiente. Aunque también son necesarios algunos baños, no del mismo modo y frecuencia que nosotros, pero sí con sus correspondientes geles para no producirle ningún daño o irritación. Sin embargo, es más importante revisarles más frecuentemente las orejas y los oídos. Pues hay que estar atentos para que no se produzca una infección o infestación por ácaros. Además, aunque parezca una tontería, es esencial mantener y cuidar las uñas. Si no se las cortamos a tiempo puede provocarles un gran daño, tampoco debemos pasarnos a la hora de cortárselas. Por último, cuando se tiene un perro, y más como es el de esta raza, es muy útil conocer una serie de principales primeros auxilios. Si se producen quemaduras se debe aplicar agua fría en la zona o hielo. Si hay un accidente de coche se debe apartar al perro de la carretera y avisar al veterinario. Si se produce una picadura de insecto, como puede ser la de abeja, también se debe aplicar hielo o algún antihistamínico. Si se queda en estado de Shock, se debe de tranquilizar al perro, calentarlo y llamar al veterinario. Si se produce un hemorragia hay que poner algodón y presionar la zona afectada. Si se produce un envenenamiento por consumir alguna sustancia tóxica se debe hacer vomitar con ayuda de agua oxigenada. Si le da un golpe de calor o insolación se debe dar un baño de agua fría y aire, además de llevarlo al veterinario. Si, en el caso contrario, se produce una hipotermia o congelación se debe calentar con baño caliente y mantas eléctricas.

## Salud
Una encuesta de la raza en Reino Unido pone su esperanza de vida media a los 10 años y su promedio a los 9 años. Todos los cachorros deben ser revisados para detectar posible sordera —que se produce en el 100% de los perros de color blanco puro y el 1,3% de los perros de color — ya que de otra forma es difícil de notar, sobre todo en cachorros relativamente jóvenes. Muchos bull terrier tienen una tendencia a desarrollar alergias de la piel.
Las picaduras de insectos, tales como pulgas, y algunas veces mosquitos y ácaros, o hasta mismo la alimentación o plantas pueden producir una reacción alérgica generalizada de urticaria, erupción y prurito o dermatitis aguda. Este problema puede evitarse si se mantiene el perro libre de contacto con estos insectos, plantas o si se cambia la dieta (preferencialmente para una dieta basada en pescado, libre de pollo y cereales).
También pueden sufrir comportamientos compulsivos como perseguirse el rabo dándose vueltas pudiendo provocar Automutilación.
Es susceptible a enfermedades como estas:
·  Sordera: Aproximadamente el 18% de perros bull terrier pueden nacer con problemas auditivos, sobre todo los ejemplares blancos. Se le debe realizar el examen BAER a las cinco semanas de edad. En caso de ser sordera unilateral puede vivir una vida normal. Pide al centro donde lo obtengas que te entreguen la certificación.
· Luxación de la Rótula: Es el causante de molestias y dolor en muchas razas de perros, puede tener sensibilidad en la rodilla o cojear. En muchos casos, la cirugía es la única opción.
· Problemas renales:  Una vez el perro tiene problemas del riñón, se puede hacer muy poco por él. Sin embargo, una dieta especial podría prolongar su vida. Existe el examen UPC. No es del todo conclusivo, pero puede pronosticar las probabilidades de que se enferme en el futuro. Las principales afecciones son insuficiencia renal y el PKD (Riñón poliquístico).
· Problemas del corazón: Sufren de estenosis aórtica y de displasia de válvula mitral principalmente.
· Problemas oculares: La enfermedad ocular más común es la luxación primaria del cristalino, conocido por las siglas PLL.
·  Problemas cutáneos:  Pueden padecer de problemas de piel, tales como alergias, las cuales ocasionan picazón, incomodidad y alopecia.

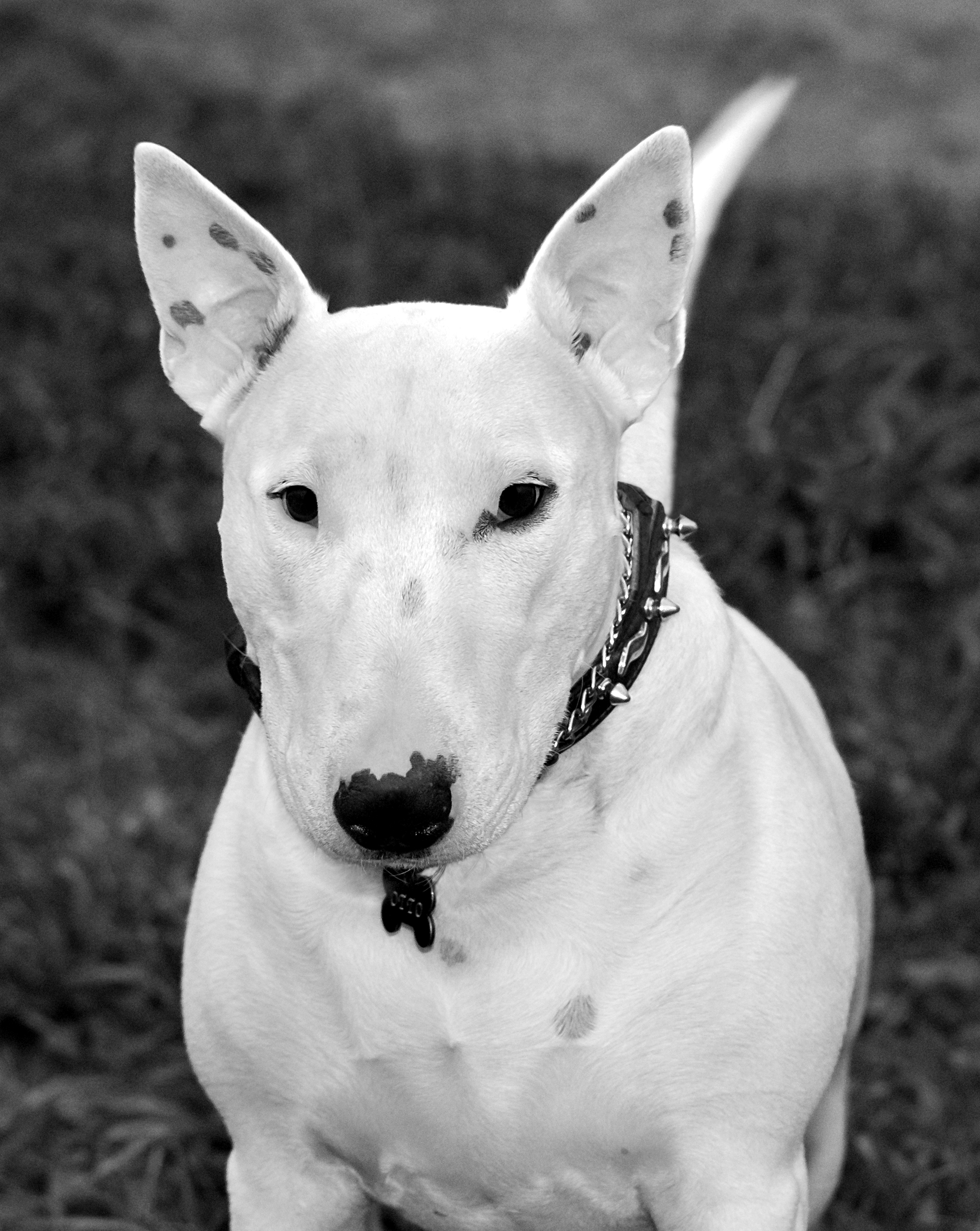
Fotografía en blanco y negro de un Bull terrier